# Jérôme Lang
Jérôme Lang, né en 1965, est un chercheur français en informatique et plus précisément en intelligence artificielle. Il est directeur du laboratoire LAMSADE à l'université Paris-Dauphine. Il est président du comité de programme de la conférence IJCAI-ECAI 2018 (édition commune des conférences International Joint Conference on Artificial Intelligence et European Conference on Artificial Intelligence). Il est membre Fellows de l'EurAI.

## Parcours professionnel
Jérôme Lang a obtenu sa thèse en 1991 à l'université Paul Sabatier de Toulouse, puis est recruté chargé de recherche en 1991 à l'IRIT, à Toulouse. Il obtient son habilitation à diriger des recherches en 2003. Il devient directeur de recherche au LAMSADE (Laboratoire d'analyse et modélisation de systèmes pour l'aide à la décision) en 2008.

## Recherche
Les travaux de Jérôme Lang portent sur le choix social computationnel, la représentation des connaissances et la représentation des préférences. Il est co-auteur d'un ouvrage de référence sur la théorie du choix social.

## Interventions publiques
Jérôme Lang promeut le vote par notes comme alternative au scrutin majoritaire à deux tours pour les élections présidentielles.
Avec la constitutionnaliste Marie-Anne Cohendet, l'économiste Jean-François Laslier, le politologue Frédéric Sawicki, et avec Thierry Pech, de Terra Nova, Jérôme Lang s'est prononcé en 2018 pour une réforme de mode d'élection des députés comprenant un système mixte avec une proportion substantielle de députés élus à la proportionnelle.
En février 2019, Jérôme Lang participe à un autre rapport Terra Nova qui propose un référendum d'initiative citoyenne délibératif.

## Récompenses
Jérôme Lang est lauréat de la médaille d'argent du CNRS en 2017,.